# Miklós Nyiszli
Miklós Nyiszli (ur. 17 czerwca 1901 w Somlyo, obecnie Şimleu Silvaniei, zm. 5 maja 1956 Oradea) – rumuński Węgier żydowskiego pochodzenia, lekarz antropolog.

## Wczesne lata i nauka
Urodził się w Siedmiogrodzie – terytorium węgierskim od 1920 roku należącym do Rumunii. W Rumunii ukończył szkołę podstawową i gimnazjum, a następnie rozpoczął studia medyczne w Klużu (Kolozsvár). Po pierwszym roku studiów przeniósł się do Niemiec i podjął studia medyczne na uniwersytecie w Kilonii, które kontynuował i ukończył we Wrocławiu (Breslau) w 1930. Po uzyskaniu tytułu doktora medycyny powrócił do Rumunii, gdzie rozpoczął prywatną praktykę lekarską. W 1940 na podstawie traktatu rumuńsko-węgierskiego znalazł się na terytorium Węgier.

## Więzień Auschwitz
W czasie II wojny światowej, po zajęciu Węgier przez III Rzeszę, wiosną 1944 wraz z rodziną (żoną Małgorzatą i córką Zuzanną) został wywieziony do niemieckiego obozu koncentracyjnego Auschwitz-Birkenau. W czasie selekcji na rampie w Birkenau, on, jego żona i córka zostali skierowani do pracy w obozie. Dr Nyiszli został oznaczony numerem A-8450. Dzięki swej specjalizacji w zakresie medycyny sądowej oraz studiom w Niemczech i doskonałej znajomości języka został zatrudniony przez doktora Josefa Mengele jako specjalista od przeprowadzania sekcji zwłok. Ponadto do jego obowiązków należała opieka lekarska nad więźniarską i esesmańską obsługą komór gazowych i krematoriów. Na zlecenie doktora Mengele dokonywał autopsji zwłok bliźniąt i karłów, które były przedmiotem eksperymentów pseudomedycznych „Anioła Śmierci”. Będąc zakwaterowany w budynku krematorium I (II) w Birkenau Nyiszli miał wgląd w największą tajemnicę obozu – masowych mordów tysięcy ludzi (głównie Żydów) w komorach gazowych. Był także świadkiem słynnego buntu w Sonderkommando w październiku 1944 roku. W styczniu 1945 został ewakuowany z Auschwitz, 5 maja 1945 w obozie Ebensee doczekał wyzwolenia przez Amerykanów.

## Po wojnie
Po wyzwoleniu Miklós Nyiszli wrócił do Rumunii, gdzie ponownie podjął się pracy lekarza. Kilka miesięcy później powróciły jego żona i córka, wyzwolone w Bergen-Belsen. W październiku 1947 Nyiszli zeznawał w sprawie IG Farbenindustrie, wchodzącej w skład procesów norymberskich.
W ostatnich latach życia Miklós Nyiszli chorował. 5 maja 1956 zmarł na zawał serca.

## Wspomnienia
Wkrótce po wojnie Nyiszli spisał swoje obozowe wspomnienia, opublikowane w 1946 w języku węgierskim w książce Orvos voltam Auschwitzban. Wspomnienia te doczekały się przekładów na wiele języków. W Polsce po raz pierwszy ukazały się w 1966 jako Pracownia doktora Mengele. Kolejne wydania miały już tytuł Byłem asystentem doktora Mengele.